# Bufón de Santiuste
El bufón de Santiuste se encuentra en el límite del concejo de Llanes en Asturias. Se trata del mayor bufón de la costa oriental asturiana pudiendo alcanzar unos 40 metros y está situado muy cerca de los bufones de Arenillas. 
Un bufón está formado por roca caliza de montaña que al estar en un acantilado es erosionado por el mar por abajo y el agua de lluvia o de ríos por arriba, esta erosión forma cavidades kársticas. Cuando la marea sube llena el hueco producido saliendo al exterior por encima del acantilado lo que provoca un chorro pulverizado de agua de mar acompañada por un sonido característico que es el que le da el nombre de bufón.
Fue declarado monumento natural el 5 de diciembre de 2001.